# Cody Williams
Pour les articles homonymes, voir Cody et Williams.
Cody Leron Williams, né le  20 novembre 2004 à San Luis Obispo en Californie, est un joueur américain de basket-ball évoluant au poste d'ailier et mesurant 2,00 m.

## Biographie

### Carrière universitaire
Entre 2023 et 2024, il joue pour les Buffaloes du Colorado à l'université du Colorado à Boulder.
Le 23 avril 2024, il annonce qu'il se présente à la draft 2024 de la NBA.

### Carrière professionnelle

#### Jazz de l'Utah (depuis 2024)
Il est choisi par le Jazz de l'Utah lors de la draft en 10e position.

## Palmarès

### Universitaire
- Pac-12 All-Freshman Team (2024)
- McDonald's All-American (2023)
- Jordan Brand Classic (2023)
- Nike Hoop Summit (2023)

## Statistiques

### Universitaires
| Saison    | Équipe   | Matchs | Titul. | Min./m | % Tir | % 3pts | % LF | Rbds/m. | Pass/m. | Int/m. | Ctr/m. | Pts/m. |
| --------- | -------- | ------ | ------ | ------ | ----- | ------ | ---- | ------- | ------- | ------ | ------ | ------ |
| 2023-2024 | Colorado | 24     | 18     | 28,1   | 55,2  | 41,5   | 71,4 | 3,00    | 1,58    | 0,62   | 0,67   | 11,92  |
| Carrière  | Carrière | 24     | 18     | 28,1   | 55,2  | 41,5   | 71,4 | 3,00    | 1,58    | 0,62   | 0,67   | 11,92  |

## Vie privée
Cody est le petit frère de Jalen Williams, joueur du Thunder d'Oklahoma City.